# Canton de Saintes-Ouest
Le canton de Saintes-Ouest est une ancienne division administrative française située dans le département de la Charente-Maritime et la région Poitou-Charentes.

## Géographie
Ce canton urbain et périurbain, situé dans l'arrondissement de Saintes, regroupait huit communes toutes situées à l'ouest et au sud de la ville de Saintes.

### Présentation générale
Le canton de Saintes-Ouest était entièrement situé dans l'arrondissement de Saintes où il est contigu au canton de Saint-Porchaire, à l'ouest, à celui de Saujon, au sud-ouest, et à celui de Gémozac, au sud.
Le canton de Saintes-Ouest comprenait 8 communes périurbaines dont six jouxtaient directement le finage communal de Saintes qui, du nord-ouest au sud-est, sont les suivantes : 
- Ecurat,
- Saint-Georges-des-Coteaux,
- Nieul-lès-Saintes,
- Pessines,
- Chermignac
- Thénac.

Seules les communes de Préguillac et de Varzay n'ont pas de limite administrative avec Saintes.
Il comprend également la partie sud-ouest de la ville de Saintes dont la  population représente un peu moins de la moitié de celle du canton.
La superficie des huit communes périurbaines du canton de Saintes-Ouest est de 112,48 km2.
L'ensemble des trois cantons de Saintes ainsi que la ville de Saintes cumulent une superficie totale de 290,24 km2, dont 45,55 km2 pour la commune de Saintes.

### Le cadre physique et naturel
Situé entièrement sur la rive gauche de la Charente et faisant partie du plateau des Bois saintongeais, ce canton a une altitude variant de 2 m (Saintes) à 81 m (Saint-Georges-des-Coteaux) pour une altitude moyenne de 38 m.
Ce canton est arrosé dans sa bordure méridionale par la rivière  l'Arnoult dans la commune de Varzay, non loin de son lieu de source. Grossie de plusieurs ruisseaux dont le Brasseau, en provenance de la commune de Chermignac, la rivière l'Arnoult prend une direction S.O-N.E où elle fertilise des terrains propices aux cultures maraîchères et légumières.

### Un canton bien desservi en voies de communication
Situé dans une zone de passage très fréquenté, le canton de Saintes-Ouest est excellemment bien pourvu en voies de communication.
- Il est traversé par l'autoroute A10, dénommée l'Aquitaine, du sud au nord (communes de Thénac, Chermignac, Saintes, Saint-Georges-des-Coteaux et Ecurat. Cette dernière commune est le point de jonction autoroutière du département, où elle reçoit l'autoroute A837 en provenance de Rochefort.
- Il est également traversé par la RD137 (ex RN 137), qui constitue toujours l'épine dorsale routière de la Charente-Maritime et la RN 150 dont, à partir de Varzay en direction de Saujon, la voie a été récemment aménagée en 2X2 voies.
- Il est enfin traversé par la voie ferrée Saintes-Royan, objet d'un projet d'électrification pour l'accueil des futurs TGV en direction de Royan via Saintes.

### Un canton aux activités économiques diversifiées
Sur le plan des activités économiques, ce canton est caractérisé par des activités agricoles variées mais qui, du fait du développement considérable de la périurbanisation, sont en perte de vitesse.
- Tout d'abord, la présence de nombreux espaces boisés, présents autant dans sa partie occidentale (communes d'Ecurat, Saint-Georges-des-Coteaux et Pessines) que dans sa partie méridionale (notamment à Chermignac et Thénac) limitent en quelque sorte le front d'urbanisation, formant des "ceintures vertes".
- La viticulture pour la production des eaux-de-vie de cognac et de pineau est classée dans le cru des Bons Bois de la zone du cognac. Elle est surtout présente dans la partie méridionale de ce canton (communes de Chermignac, Thénac et Préguillac) où elle demeure encore active.
- La céréaliculture a considérablement évolué au profit des terres longtemps vouées à l'élevage bovin pour le lait à l'ouest de ce canton (communes de Saint-Georges-des-Coteaux et de Nieul-les-Saintes).
- Par sa proximité du marché urbain de Saintes, ce canton a développé les cultures légumières et fruitières, notamment à Pessines.

Ce canton possède quelques industries clairsemées (importante distillerie d'eaux-de-vie à Chermignac, grandes exploitations de carrières à Thénac) mais c'est à Saint-Georges-des-Coteaux que se situent de grandes zones d'activités économiques que la ville partage avec Saintes et que le passage de l'autoroute A10 a considérablement contribué à développer.
Le tourisme est une activité en développement que favorise la présence d'édifices religieux intéressants (croix hosannière et église romane à Chermignac) ou civils (ruines romaines des Arènes à Thénac, petit château de Romefort à Saint-Georges-des-Coteaux, ruines restaurées du château de Nieul-lès-Saintes). L'animation culturelle est assurée par un festival rural dynamique de trois communes voisines à l'origine de son nom Préchernac (Préguillac, Chermignac,Thénac).

## Représentation

### Conseillers généraux du canton de Saintes-Ouest (1985 à 2015)
Le canton de Saintes-Ouest est issu d'un redécoupage de la carte administrative de 1985 et provient de l'ancien canton de Saintes-Sud, créé en 1801, à l'issue de la refonte administrative lors du Consulat à l'instigation de Napoléon-Bonaparte.
Pour mémoire, ce canton de Saintes-Sud est issu d'une division de l'ancien Canton de Saintes qui avait été formé lors de la création du département de la Charente-Inférieure en 1790. Il comptait alors les 19 communes réparties dans les trois cantons de Saintes-Est, Saintes-Nord et Saintes-Sud.
| Période | Période | Identité                 | Étiquette   | Qualité                                                                |
| ------- | ------- | ------------------------ | ----------- | ---------------------------------------------------------------------- |
| 1985    | 1998    | Alain Bougeret           | UDF-Radical | Avocat, conseiller régional                                            |
| 1998    | 2015    | Isabelle Pichard-Chauché | PS          | Conseillère en gestion des affaires Ancienne Maire-adjointe de Saintes |

### Conseillers d'arrondissement du canton de Saintes-Sud (de 1833 à 1940)
| Période                                  | Période          | Identité                 | Étiquette               | Qualité |
| ---------------------------------------- | ---------------- | ------------------------ | ----------------------- | --- |
| 1833                                     | 1839             | Jean Baptiste Lériget    |                         | Maire de Saintes (1830-1836)                                                                                |
| 1839                                     | 1848             | Eutrope Louis Dangibeaud |                         | Avocat puis juge au Tribunal civil de Saintes                                                               |
|                                          |                  |                          |                         | |
| 1886                                     | 1892             | Georges Vallein          | Droite                  | Maire de Chermignac                                                                                         |
| 1892                                     | 1898             | Gabriel Mériot           |                         | Maire de La Jard                                                                                            |
| 1898                                     |                  | René Amédée Landreau     |                         | Minotier, maire des Gonds                                                                                   |
|                                          |                  |                          |                         | |
| 1907                                     | 1922             | Philippe-Armand Bonnet   | Républicain ministériel | Conseiller municipal de Saint-Georges-des-Coteaux                                                           |
| 1922                                     | 1935 (démission) | Roger Texier             | Radical                 | Adjoint au maire de Saintes                                                                                 |
| janvier 1936                             | 1940             | Louis Tercinier          | RG                      | Maire de Thénac                                                                                             |
| 1940                                     |                  |                          |                         | Les conseils d'arrondissement ont été suspendus par la loi du 12 octobre 1940 et n'ont jamais été réactivés |
| Les données manquantes sont à compléter. |                  |                          |                         | |

### Conseillers généraux de l'ancien Canton de Saintes-Sud (de 1833 à 1985)
| Période | Période          | Identité                                              | Étiquette     | Qualité |
| ------- | ---------------- | ----------------------------------------------------- | ------------- | --- |
| 1833    | 1833 (démission) | Camille Eschassériaux                                 | Centre gauche | Propriétaire - Maire de Thénac Député (1831-1834) Elu également dans le Canton de Gémozac et dans le Canton de Cozes |
| 1833    | 1845             | Pierre-Hector Savary (1765-1850)                      |               | Conseiller honoraire à la Cour royale de Poitiers                                                                    |
| 1845    | 1848             | Jérôme Hippolyte Delâage (1811-1883)                  |               | Conseiller municipal de Saintes                                                                                      |
| 1848    | 1892             | Baron Eugène Eschassériaux                            | Droite        | Avocat, propriétaire à Thénac Député (1849-1851, 1852-1870, 1871-1893)                                               |
| 1892    | 1898             | Louis-Anatole Huvet                                   | Républicain   | Négociant à Saintes                                                                                                  |
| 1898    | 1918 (décès)     | Jacques Marie Jules Guillet (1860-1918)               | Conservateur  | Négociant en eaux-de-vie Maire de Saint-Georges-des-Coteaux                                                          |
| 1918    | 1919             | siège vacant                                          |               | |
| 1919    | 1921 (décès)     | Louis-Anatole Huvet (1846-1921)                       | Républicain   | Négociant à Saintes                                                                                                  |
| 1921    | 1922             | Jules Guillet                                         | Conservateur  | Négociant à Saintes Président de la Chambre de commerce de Rochefort                                                 |
| 1922    | 1935 (décès)     | Philippe Armand Bonnet (1860-1935)                    | Rad.          | Négociant, propriétaire-éleveur, maire de Saint-Georges-des-Coteaux, conseiller d'arrondissement                     |
| 1935    | 1940             | Pierre-Etienne Bonnet (1896-1969) (fils du précédent) | Rad.          | Vétérinaire à Saintes Nommé conseiller départemental en 1943 Propriétaire à Saint-Georges-des-Coteaux                |
|         |                  |                                                       |               | |
| 1945    | 1949             | Jean Sorillet (1910-1978)                             | Rad.          | Médecin, conseiller municipal de Saintes                                                                             |
| 1949    | 1955             | Michel Grenot                                         | RPF puis RS   | Agriculteur, maire de Thénac                                                                                         |
| 1955    | 1978 (décès)     | Jean Sorillet                                         | Rad. puis MRG | Médecin Conseiller municipal de Saintes                                                                              |
| 1978    | 1985             | François Vauneaud                                     | PS            | Propriétaire à Saint-Georges-des-Coteaux                                                                             |

## Composition
- Le canton de Saintes-Sud se composait d'une fraction de la commune de Saintes et des communes de : Chermignac, Colombiers, Courcoury, Écurat, Saint-Georges-des-Coteaux, Les Gonds, La Jard, Nieul-lès-Saintes, Pessines, Préguillac, Thénac et Varzay.

- Le canton de Saintes-Ouest se composait d’une fraction de la commune de Saintes et de huit autres communes[6]. Il comptait 17 228 habitants (population municipale) au 1er janvier 2012.

| Nom                       | Code Insee | Intercommunalité                     | Population (dernière pop. légale)              |
| ------------------------- | ---------- | ------------------------------------ | ---------------------------------------------- |
| Saintes (chef-lieu)       | 17415      | CA Saintes - Grandes Rives - L'Agglo | Fraction : 8 079(2012) Commune : 25 149 (2014) |
| Chermignac                | 17102      | CA Saintes - Grandes Rives - L'Agglo | 1 261 (2014)                                   |
| Écurat                    | 17148      | CA Saintes - Grandes Rives - L'Agglo | 479 (2014)                                     |
| Nieul-lès-Saintes         | 17262      | CC Cœur de Saintonge                 | 1 159 (2014)                                   |
| Pessines                  | 17275      | CA Saintes - Grandes Rives - L'Agglo | 760 (2014)                                     |
| Préguillac                | 17289      | CA Saintes - Grandes Rives - L'Agglo | 464 (2014)                                     |
| Saint-Georges-des-Coteaux | 17336      | CA Saintes - Grandes Rives - L'Agglo | 2 650 (2014)                                   |
| Thénac                    | 17444      | CA Saintes - Grandes Rives - L'Agglo | 1 657 (2014)                                   |
| Varzay                    | 17460      | CA Saintes - Grandes Rives - L'Agglo | 804 (2014)                                     |

## Démographie
L'évolution démographique du canton de Saintes-Ouest
L'accroissement démographique du canton de Saintes-Ouest depuis 1982 a été très régulière malgré un net ralentissement dans la période intercensitaire de 1990-1999. Mais l'essor de la population a repris de manière assez vigoureuse entre 1999 et 2006 et a même été largement supérieur à la moyenne départementale : + 12,8 % pour le canton de Saintes-Ouest, + 7,5 % pour la Charente-Maritime.
| 1990   | 1999   | 2006   | 2011   | 2012   |
| ------ | ------ | ------ | ------ | ------ |
| 15 290 | 15 391 | 17 251 | 17 055 | 17 228 |

Ce canton est devenu fortement résidentiel ; sa population ayant plus que doublé en une trentaine d'années. C'est dans ce canton que se trouvent les plus fortes évolutions démographiques, celle de Pessines battant tous les records de croissance (+ 315 % entre 1962 et 2006), la commune enregistrant un quadruplement de sa population en passant de 186 habitants en 1962 à 772 au recensement de 2006.
Hors fraction communale de Saintes-Ouest, la densité de population cumulée des huit communes péri-urbaines qui forment le canton de Saintes-Ouest a plus que doublé puisqu'elle est passée de 33 hab/km2 en 1946 à 75 hab/km2 en 2006 après avoir franchi le cap des 50 hab/km2 en 1982 (51 hab/km2).
Dans le canton de Saintes-Ouest, seule la commune de Saint-Georges-des-Coteaux a une densité de population supérieure à 100 hab/ km2 (126 hab/km2 en 2006).
Les trois cantons saintais et la ville de Saintes totalisent ensemble une surface totale de 290,24 km2 - dont 45,55 km2 pour Saintes -, ce qui donne une densité de population de 163 hab/km2 en 2006, presque deux fois supérieure à celle du département de la Charente-Maritime qui est de 87 hab/km2 à cette même date, mais aussi deux fois supérieure à celle de l'arrondissement de Saintes.
L'évolution démographique de l'ensemble des trois cantons de Saintes
Le tableau ci-dessous concerne l'évolution de la population de 1962 à 2006 des 20 communes qui composent les trois cantons de Saintes - y compris la ville de Saintes.
| 1962   | 1968   | 1975   | 1982   | 1990   | 1999   | 2009   |
| ------ | ------ | ------ | ------ | ------ | ------ | ------ |
| 36 359 | 37 616 | 39 395 | 40 987 | 43 107 | 43 857 | 47 338 |